# Virgil Madgearu
Virgil Madgearu (ur. 14 grudnia 1887, zm. 27 listopada 1940) – rumuński ekonomista, socjolog i lewicowy działacz polityczny, wybitny członek i główny teoretyk rumuńskiej partii chłopskiej i jej następczyni, Narodowej partii chłopskiej (PNȚ). Prowadził działalność publicystyczną i dziennikarską i długo pozostawał członkiem rady redakcyjnej wpływowego Viața românească.
Madgearu był znanym przeciwnikiem rumuńskiej narodowo-liberalnej partii przez większą część swojego życia. Rozwinął oryginalną teorię, która kwestionowane zarówno liberalne dogmaty i marksistowskie rozumienie gospodarki, oferując działania na rzecz wzmocnienia politycznej i gospodarczej roli rumuńskich chłopów. W późniejszych latach brał udział w antyfaszystowskiej działalności. Był jednym z wielu polityków zabitych przez Żelazną Gwardię.

## Biografia
Urodził się w Gałaczu w ormiańsko-rumuńskiej rodzinie. Skończył liceum w Gałaczu, po czym studiował ekonomię na uniwersytecie w Lipsku i spędził pewien czas w Londynie na z zakresu działalności bankowej. W 1911 roku uzyskał doktorat z nauk ekonomicznych na uniwersytecie w Lipsku. W 1912 wrócił do Rumunii,  gdzie mianowano go szefem Centralnej Kasy Ubezpieczeniowej Rzemieślników i Robotników.

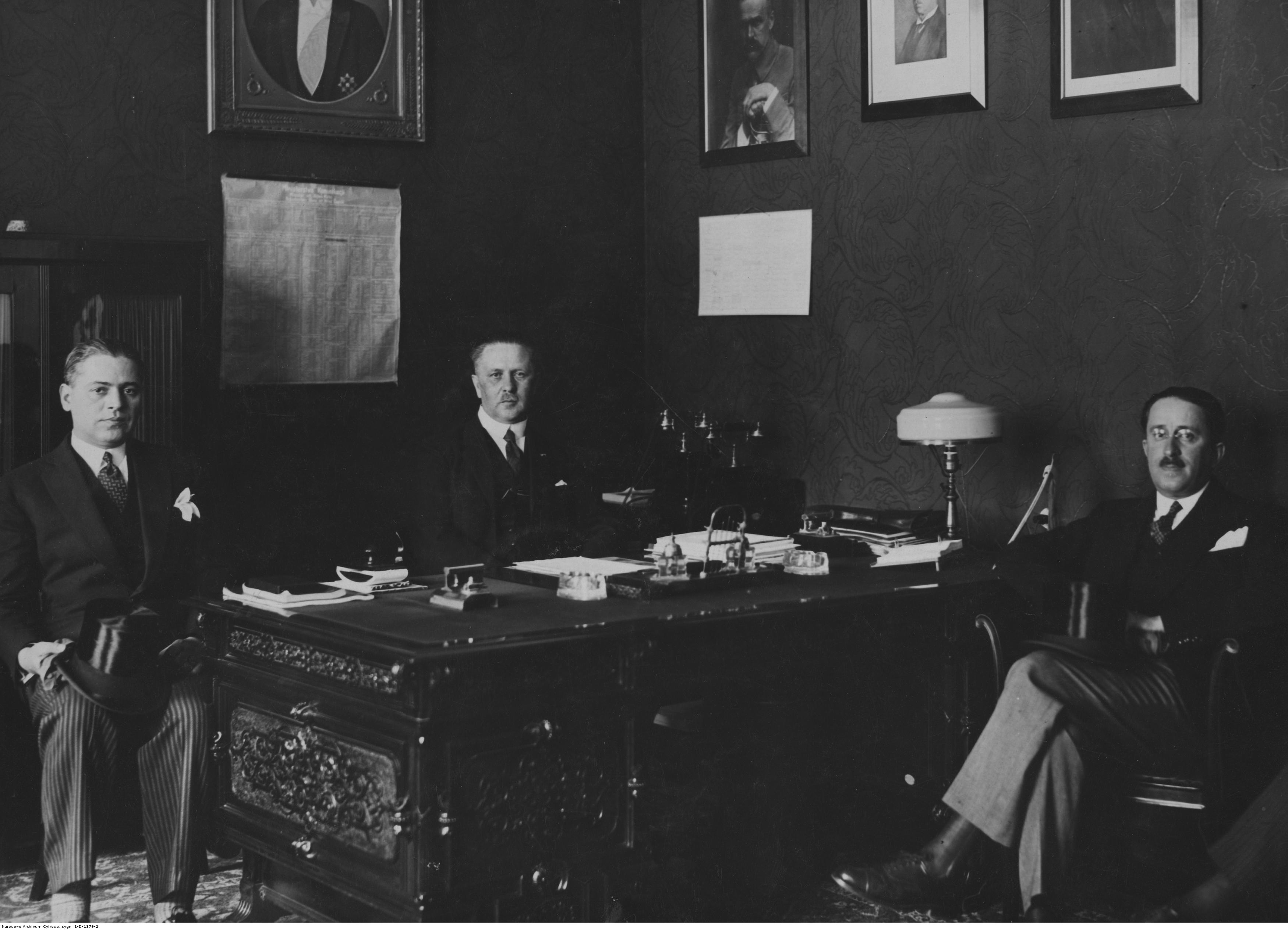
Oficjalna wizyta Virgila Madgearu w Warszawie, Polska (sierpień 1929). Virgil Madgearu (po prawej), Cesar Popescu (po lewej), Witold Czapski (środek).

Lewicowe poglądy Madgearu były cenione przez komunistyczny reżim Nicolae Ceaușescu, którego entocentryzm skupiał się na odbudowie "progresywnych", ale nie komunistycznych idei (dotyczyło to, obok Madgearu, innych członków Liga Drepturilor Omului, m.in.: Nicolae Titulescu, Traian Bratu, Grigore Filipescu, i Mitiță Constantinescu).
Pośmiertnie, w roku 1990, został członkiem Academia Română.

## Twórczość
- Structura și tendințele băncilor populare in România (1914; Struktura i tendencje banków ludowych w Rumunii)
- Revoluța agrară și evoluția clasei țărănești (1923; Rewolucja agrarna i ewolucja klasy chłopskiej)
- Înțelegerea economică a statelor dunărene (1932; Współpraca ekonomiczna państw naddunajskich)
- Reorganizarea sistemului de credit (1934; Reorganizacja systemu kredytowego)